# Assia
L'Assia (in tedesco Hessen) è uno dei sedici Stati federati (Bundesländer) della Germania, quinto per popolazione. Comprendente in parte i bacini del Reno e del Meno e le regioni montuose del Taunus e dell'Odenwald. Confina con la Bassa Sassonia a nord, con la Renania settentrionale-Vestafalia e la Renania-Palatinato a ovest, con la Baviera e la Turingia a est e con il Baden Württemberg a sud. L'Assia è uno dei Lander più densamente popolati ed economicamente forte della Germania, in particolare nella zona di incrocio del Reno-Meno. La capitale dello stato è Wiesbaden, mentre la città più popolosa è Francoforte sul Meno.

## Origine del nome
Il nome  Hessen in tedesco, deriva da quello del primo popolo teutonico che si insediò nell'area, i Catti, attraverso mutazioni del termine dovute alla seconda rotazione consonantica dell'alto-tedesco. Infatti sono chiamati Chatten (pronuncia all'incirca [ˈçatən]) nel tedesco moderno, termine reintrodotto attraverso il nome latino Chatti; l'endonimo con il quale i Catti nominavano se stessi è Xatten (pronuncia all'incirca [ˈhatən]). Oltre ad aver perso la C aspirata o X iniziale, il nome mutò il suono tt in ss attraverso la seconda rotazione consonantica (Chatten > Hatten > Hessen).

## Geografia fisica

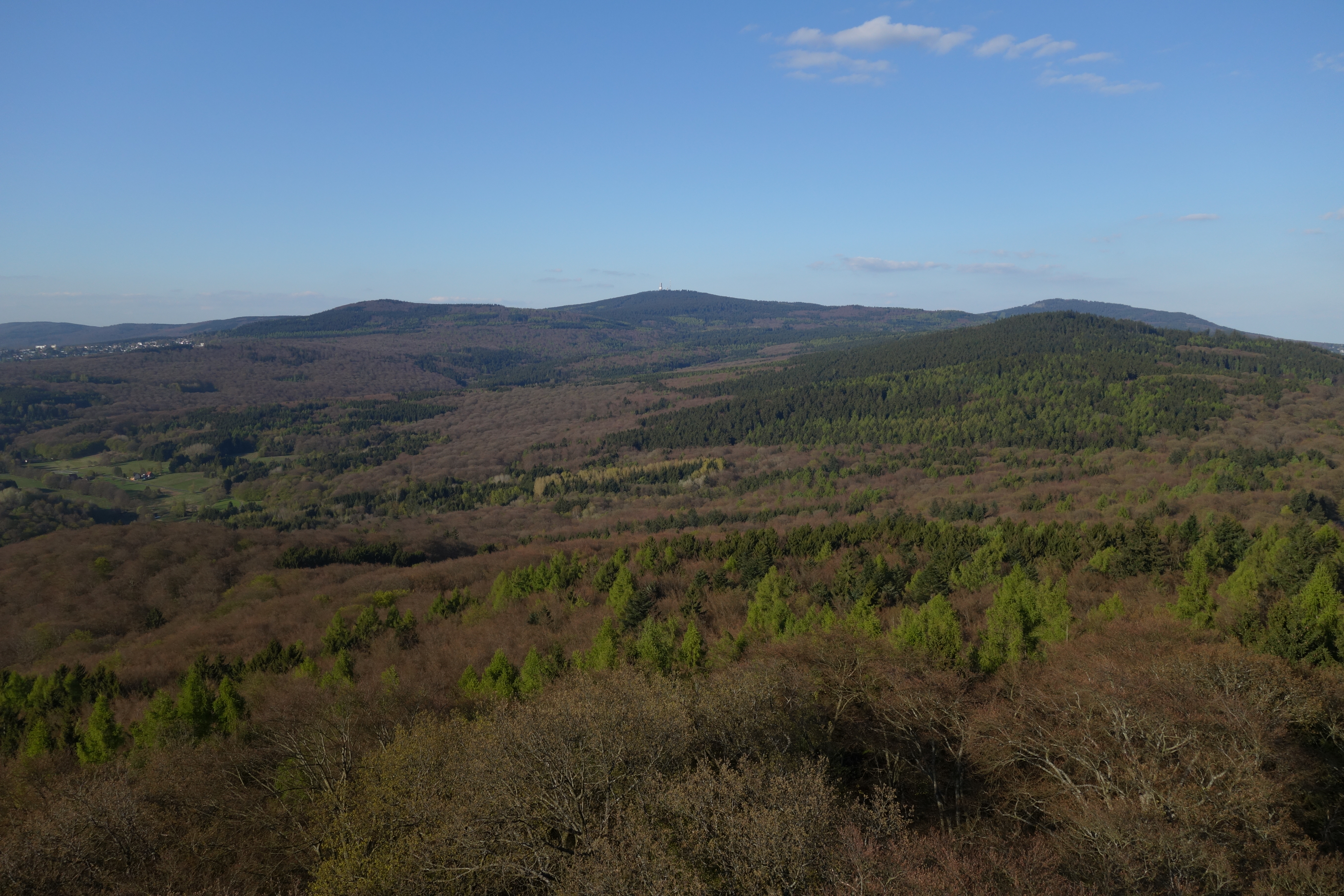
Vista dalla montagna Atzelberg vicino a Kelkheim sulla cresta del Taunus

Situata nella Germania centro-occidentale, l'Assia confina con gli stati tedeschi del Renania Settentrionale-Vestfalia a nord-ovest, della Bassa Sassonia a nord, della Turingia a est, della Baviera a sud-est, del Baden-Württemberg a sud e della Renania-Palatinato a ovest. Tra le città principali dell'Assia troviamo Francoforte sul Meno (Frankfurt am Main), Wiesbaden, Kassel, Darmstadt, Offenbach, Marburgo, Giessen, Fulda e Wetzlar.
I fiumi principali nella parte settentrionale sono la Fulda e la Lahn. Il paesaggio è collinare, le principali catene montuose sono il Rhön, il Westerwald, il Taunus e lo Spessart. La maggior parte della popolazione vive nella parte meridionale dell'Assia, tra i fiumi Meno e Reno. Quest'ultimo scorre lungo il confine sud-ovest dello stato, senza attraversarlo. La catena montuosa tra il Meno e il Reno è chiamata Odenwald.

## Storia
La regione centrale dell'Assia era abitata già nel Paleolitico. Grazie al clima favorevole, le persone vivevano qui circa 50.000 anni fa, durante l'ultima era glaciale. Di questo periodo si sono conservati anche dei siti di sepoltura. I ritrovamenti di utensili paleolitici nel sud dell'Assia, a Rüsselsheim, suggeriscono che i cacciatori del Pleistocene vivevano qui circa 13.000 anni fa.
La tomba di Züschen (in tedesco: Steinkammergrab von Züschen, a volte anche Lohne-Züschen) è un monumento funerario preistorico situato tra Lohne e Züschen, vicino a Fritzlar, in Assia, Germania. Classificata come tomba a galleria o cista in pietra dell'Assia-Vestfalia (in tedesco hessisch-westfälische Steinkiste), è uno dei più importanti monumenti megalitici dell'Europa centrale. Risalente al IV millennio a.C. (e forse ancora in uso fino all'inizio del III millennio a.C.), appartiene alla fine della cultura neolitica di Wartberg.
Una prima presenza celtica nell'attuale Assia è indicata da una sepoltura in stile La Tène della metà del V secolo a.C., scoperta a Glauberg. La regione fu poi colonizzata dalla tribù germanica dei Catti intorno al I secolo a.C. e il nome Assia fu dato dalla tribù germanica dei Catti intorno al I secolo a.C., e il nome Assia è una continuazione di questo nome tribale.
Gli antichi Romani avevano un campo militare a Dorlar e a Waldgirmes, direttamente alla periferia orientale di Wetzlar, c'era un insediamento civile. Presumibilmente in questa località era previsto il governo provinciale dei territori occupati sulla riva destra della Germania. Il governatore della Germania, almeno temporaneamente, probabilmente risiedeva qui. L'insediamento sembra essere stato abbandonato dai Romani dopo la devastante battaglia della Foresta di Teuteburgo, nel 9 d.C.. I Catti furono anche coinvolti nella ribellione dei Batavi nel 69 d.C..
All'inizio del Medioevo, l'Assia era parte della Turingia, ma in seguito della Guerra di successione della Turingia (1247-64) l'Assia ottenne l'indipendenza e divenne una contea del Sacro Romano Impero. Lo stato esistette fino al 1567, quando Filippo I d'Assia morì. L'Assia venne divisa in quattro stati più piccoli, che vennero dati ai quattro figli di Filippo: Assia-Kassel, Assia-Darmstadt, Assia-Rheinfels e il preesistente Assia-Marburgo. Poiché le ultime due linee di discendenza si estinsero abbastanza presto (1583 e 1605, rispettivamente), l'Assia-Kassel ("Assia Settentrionale") e l'Assia-Darmstadt ("Assia Meridionale") furono i due stati centrali all'interno del territorio assiano. Diverse linee collaterali si divisero nel corso dei secoli, come nel 1622 (Assia-Homburg dall'Assia-Darmstadt).
Alla fine del XVIII secolo, l'Assia-Kassel divenne un'importante potenza militare tra gli stati tedeschi e fornì contingenti di truppe addestrate ed efficienti, i cosiddetti Assiani, alla Gran Bretagna per l'impiego oltremare contro le colonie ribelli del Nord America durante la guerra d'indipendenza americana.
L'Assia-Kassel venne chiamata Elettorato dell'Assia a partire dal 1803. Nel 1868 venne, assieme ad Assia-Homburg e al ducato di Nassau, annessa dalla Prussia, che istituì la provincia di Assia-Nassau. L'Assia-Darmstadt divenne Granducato d'Assia a partire dal 1806 e poi Stato popolare d'Assia (Volksstaat Hessen) dal 1918.
Nel 1945, il nuovo stato dell'Assia venne costituito all'interno della zona di occupazione statunitense, combinando la maggior parte della vecchia provincia prussiana di Assia-Nassau con lo stato di Assia (eccetto la Assia-Renana, che divenne parte della Renania-Palatinato).

## Amministrazione
L'Assia è suddivisa in 21 circondari (Landkreis):
| 1. Bergstraße 2. Darmstadt-Dieburg 3. Fulda 4. Gießen 5. Groß-Gerau 6. Hersfeld-Rotenburg 7. Alto Taunus | 1. Kassel 2. Lahn-Dill 3. Limburg-Weilburg 4. Meno-Kinzig 5. Meno-Taunus 6. Marburgo-Biedenkopf 7. Odenwald | 1. Offenbach 2. Rheingau-Taunus 3. Schwalm-Eder 4. Vogelsberg 5. Waldeck-Frankenberg 6. Werra-Meißner 7. Wetterau |

Questi circondari sono raggruppati in tre distretti governativi (Regierungsbezirke): Kassel, Gießen e Darmstadt.
Inoltre ci sono cinque città extracircondariali, che non appartengono cioè ad alcun circondario:
- Darmstadt
- Francoforte sul Meno (Frankfurt am Main)
- Kassel
- Offenbach am Main
- Wiesbaden

## Religione
Chiesa evangelica in Germania 40,3%, Chiesa cattolica 25%.

## Economia

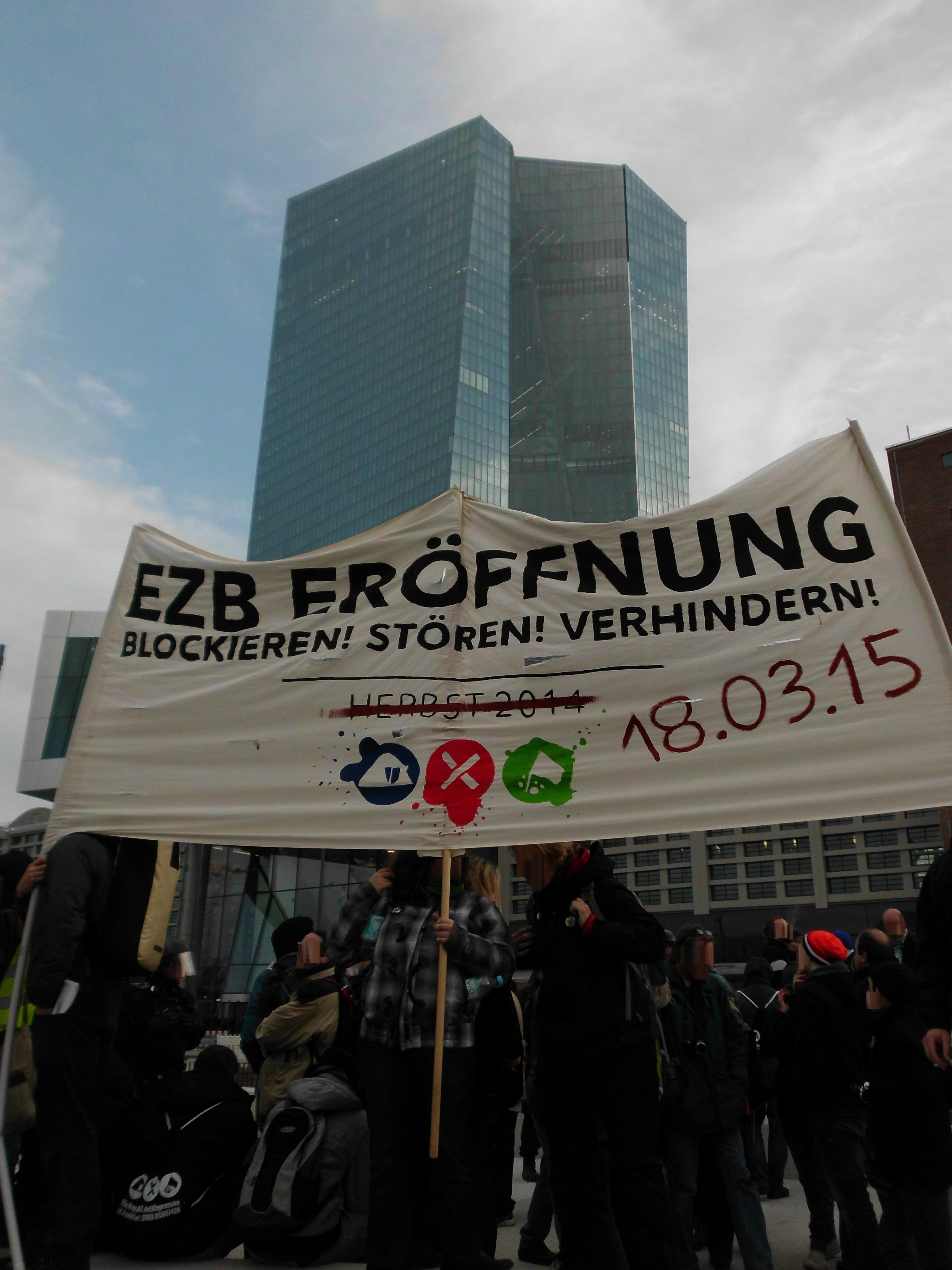
Manifestazione davanti alla BCE (2014)

Sede della Banca centrale europea (BCE), della Deutsche Bundesbank e della borsa di Francoforte, l'Assia è la principale regione finanziaria dell'Europa continentale. Inoltre è uno dei Land più prosperi di Germania: nel 2013 ha generato un prodotto interno lordo di 316 miliardi di dollari, e il suo reddito pro capite è di 52.500 dollari, il più alto del paese dopo quelli delle città-stato di Amburgo e Brema.
La parte del Land in prossimità del Meno è la regione industriale più importante in Germania, dopo la regione metropolitana Reno-Ruhr. Le principali industrie della regione sono chimiche e farmaceutiche, rappresentate da Sanofi-Aventis, Merck KGaA, Heraeus, Messer Griesheim e Degussa. A Rüsselsheim sul Meno si trovano quartier generale e maggiore stabilimento della Opel, un tempo controllato dalla statunitense General Motors e poi ceduto in anni recenti al gruppo francese PSA. Francoforte sul Meno ospita il principale aeroporto intercontinentale tedesco, la Banca centrale europea, la banca federale e la borsa valori, ma anche altre importanti banche tedesche tra cui Commerzbank, KfW Bank e DZ Bank.
Nella capitale locale Wiesbaden si trovano i quartieri generali di molte compagnie tedesche di assicurazioni. Offenbach è invece un importante centro per la produzione di oggetti in pelle. Nelle città centrali si trovano anche aziende di ottica, di meccanica di precisione e di ingegneria elettronica, tra cui Leitz, Leica, Minox, Hensoldt-Zeiss, Buderus e Brita, mentre Fulda ospita l'omonima fabbrica di pneumatici. A Baunatal si trova una fabbrica di ricambi della Volkswagen, mentre a Kassel si trova una fabbrica di locomotive, facente capo alla canadese Bombardier.

## Elenco di Ministri-Presidenti dell'Assia
1. 1945: Ludwig Bergsträsser
2. 1945 - 1946: Karl Geiler
3. 1946 - 1950: Christian Stock (SPD)
4. 1950 - 1969: Georg-August Zinn (SPD)
5. 1969 - 1976: Albert Osswald (SPD)
6. 1976 - 1987: Holger Börner (SPD)
7. 1987 - 1991: Walter Wallmann (CDU)
8. 1991 - 1999: Hans Eichel (SPD)
9. 1999 - 2010: Roland Koch (CDU)
10. dal 2010: Volker Bouffier (CDU)

## Galleria d'immagini

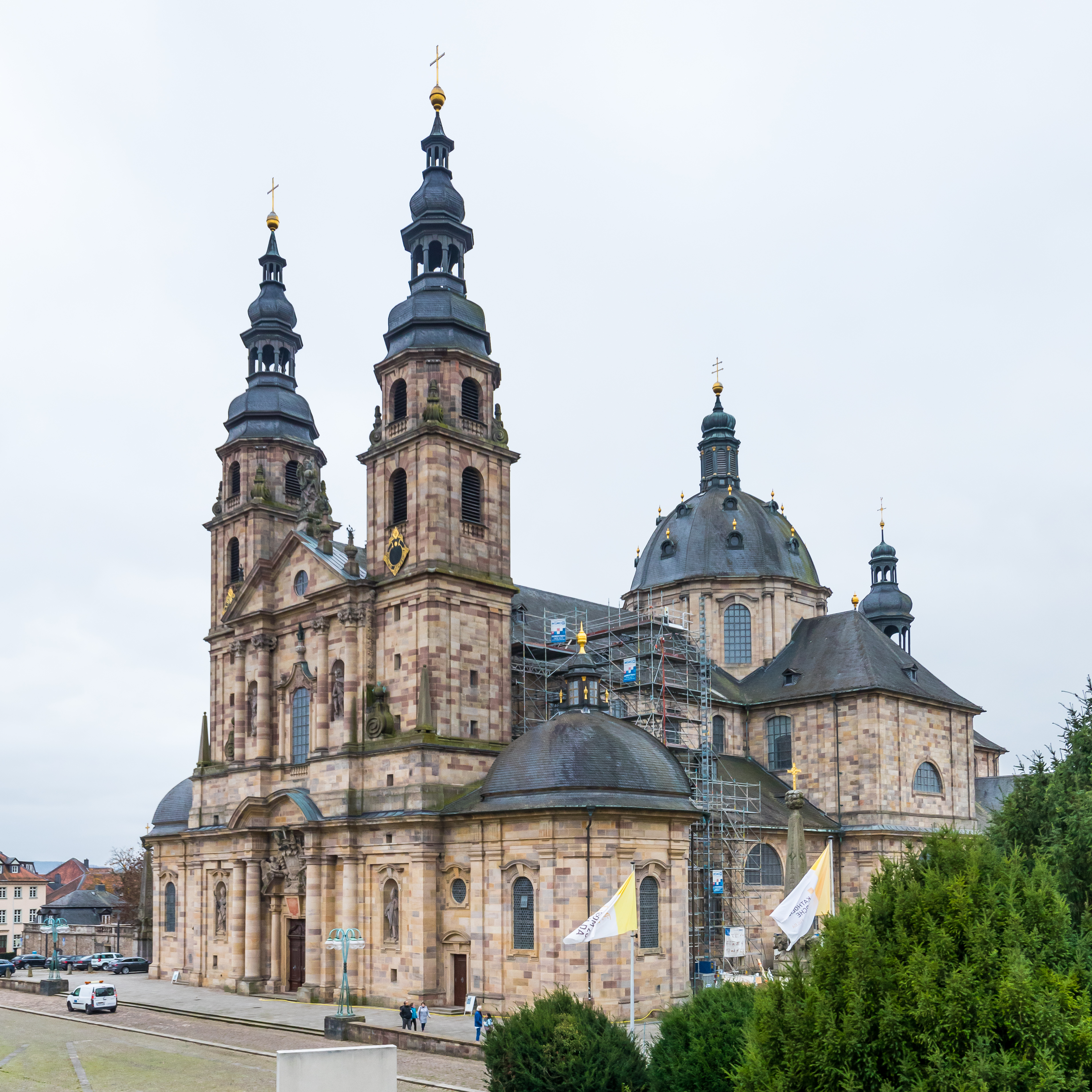
La Cattedrale di Fulda
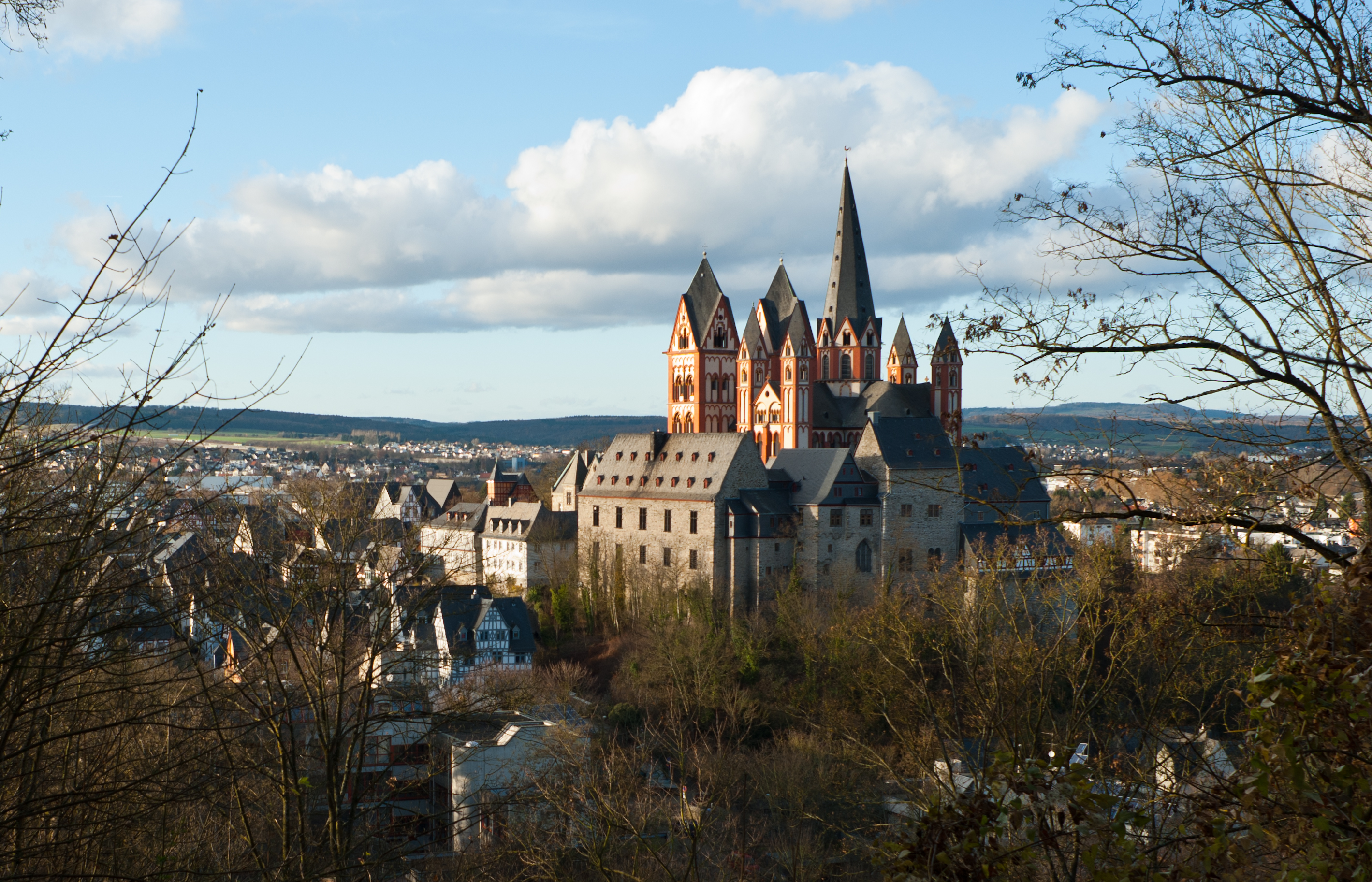
La cattedrale e il castello di Limburg an der Lahn
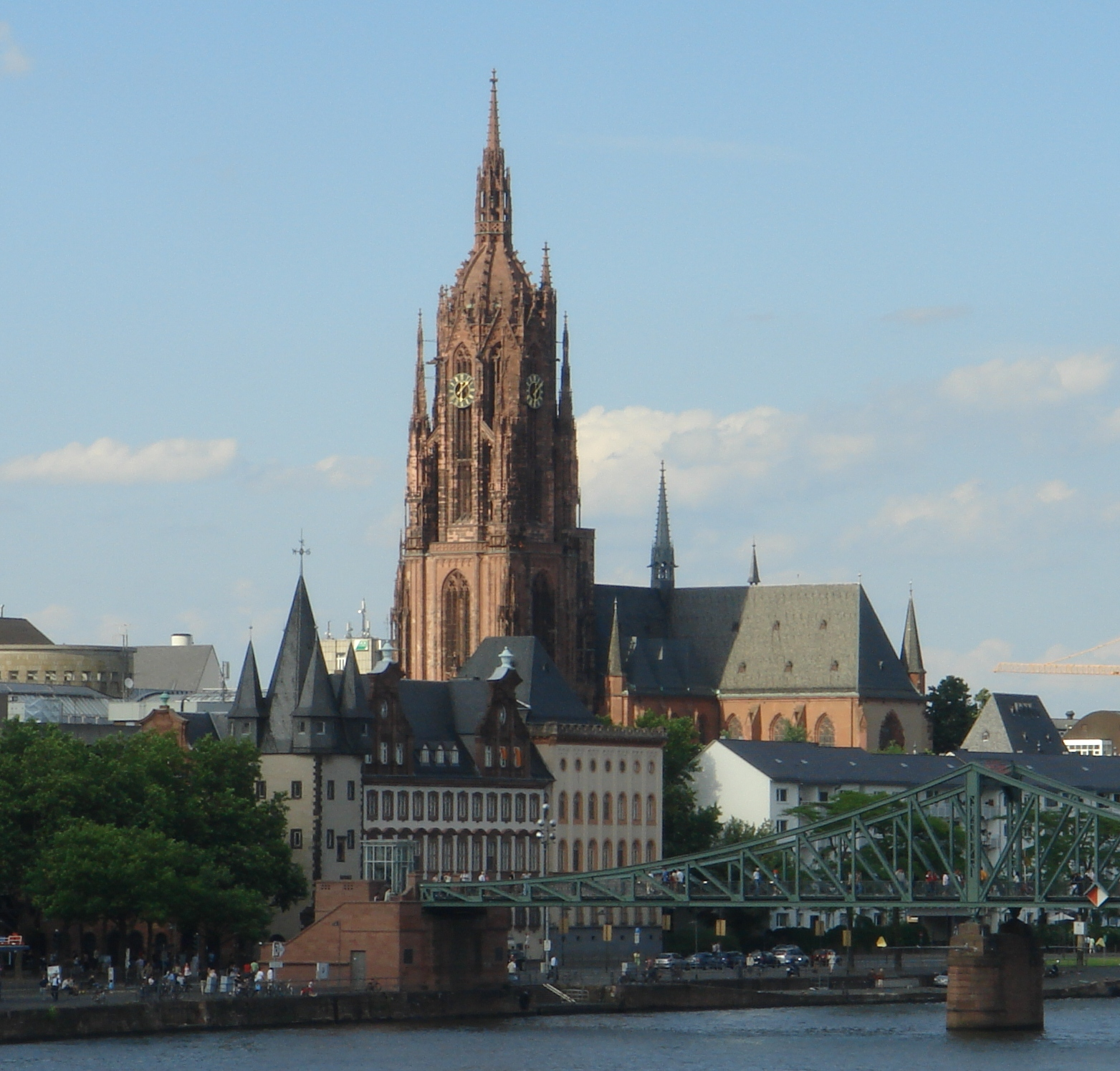
Il duomo imperiale di Francoforte sul Meno
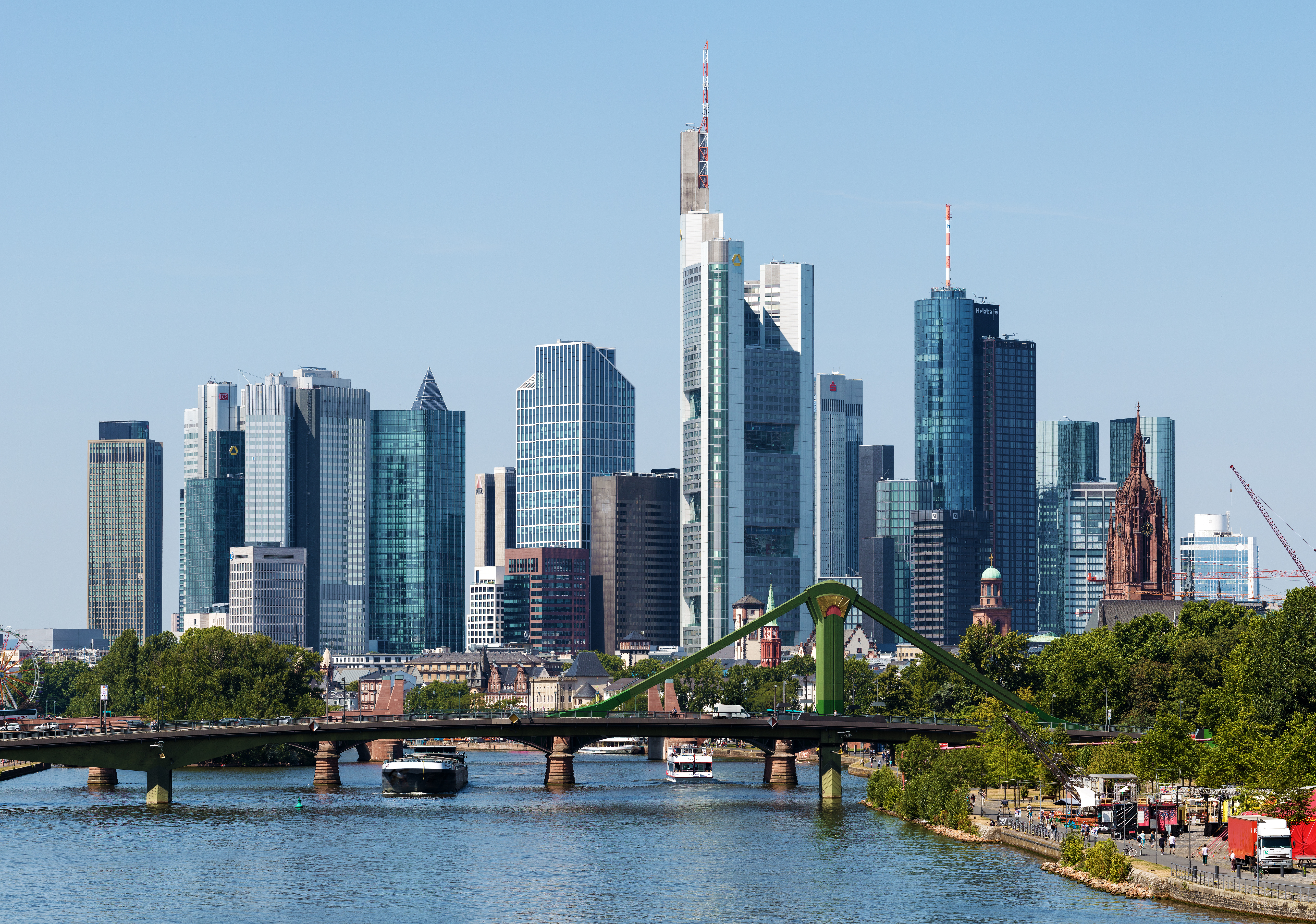
Il panorama moderno di Francoforte sul Meno, centro finanziario europeo
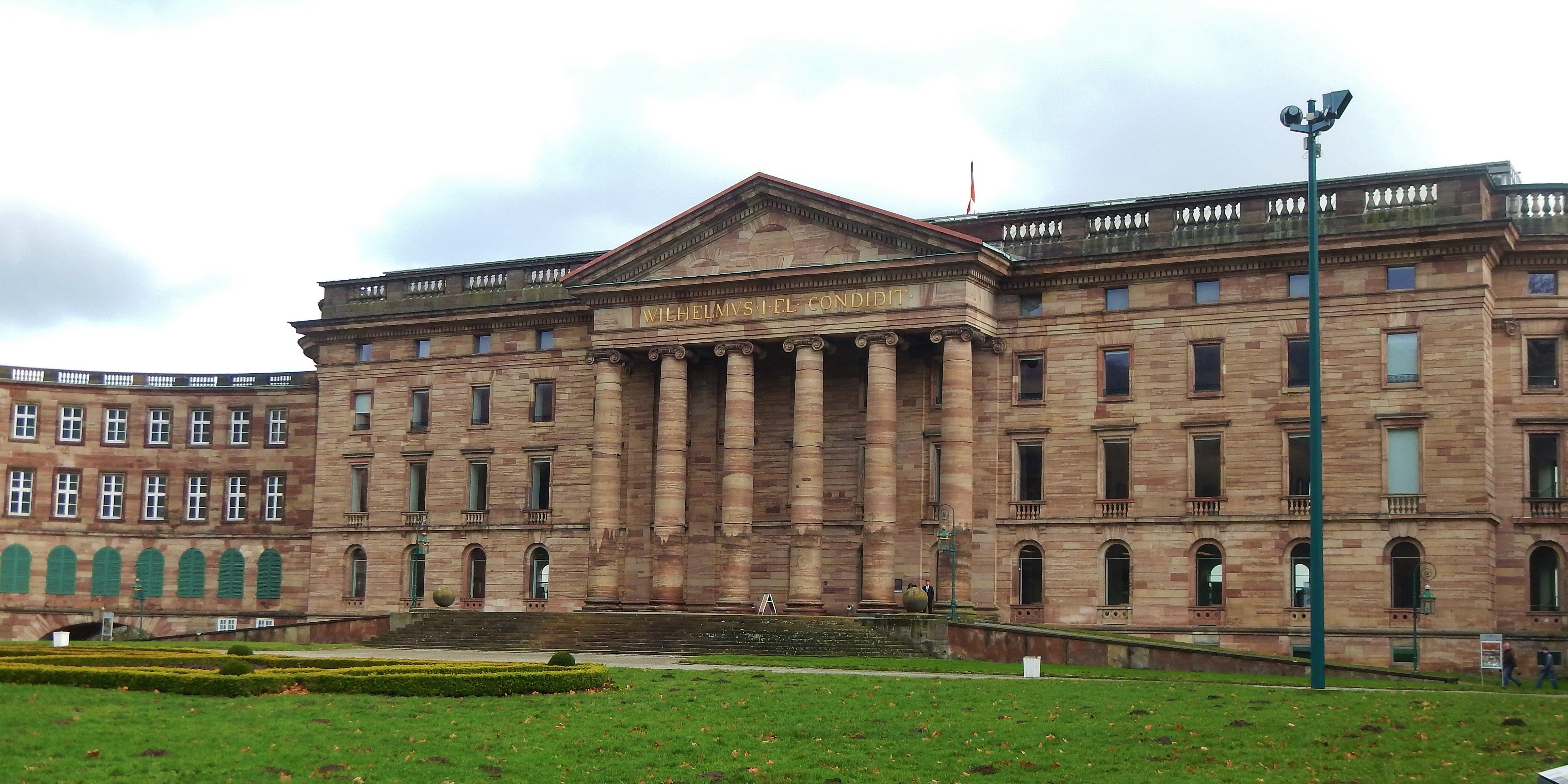
Castello di Wilhelmshöhe a Kassel